# Weltklasse Zurich
Le Weltklasse de Zurich est un meeting d'athlétisme qui se déroule chaque année au Letzigrund à Zurich. Il a fait partie du circuit de la Golden League de 1998 à 2009 et est considéré comme un des plus grands meetings d'athlétisme au monde. Il figure depuis 2010 au programme de la Ligue de diamant. Il se déroule en général peu après les championnats du monde ou les Jeux olympiques (fin août, début septembre) de façon à pouvoir organiser des revanches et à profiter du pic de forme de certains champions.
Weltklasse Zürich sert régulièrement de finale de la Wanda Diamond League (avec un rôle de finale unique en 2021 et 2022, ainsi que prévu en 2025 et 2027). À ce jour, 27 records du monde y ont été établis.
Souvent surnommé les «Jeux olympiques d’un jour», Weltklasse Zürich figure parmi les événements d’athlétisme les plus coûteux au monde, avec un budget d’environ 9,5 millions de francs suisses. Chaque année, le meeting accueille quelque 25 000 spectateurs et est diffusé dans jusqu’à 135 pays. Depuis 2014, Christoph Joho et Andreas Hediger codirigent l’organisation,.
Le premier meeting date du 12 août 1928, alors qu’il était encore surnommé «Nurmi meeting» en référence à Paavo Nurmi, star de l’époque. Le 21 juin 1960, Armin Hary devient le premier homme à courir le 100 m en 10,0 secondes sur la piste du Letzigrund.
UBS soutient Weltklasse Zürich en tant que sponsor principal depuis 1981. Plusieurs autres marques sont également partenaires, parmi lesquelles Vaudoise Assurances, Migros, Le Gruyère Switzerland, Medica, Omega, Swiss, Lexus, Erdgas et Puma.

## Palmarès

### Nombre de victoires dans la même épreuve
| Nombre de victoires | Vainqueur(s)       | Épreuve(s)       |
| ------------------- | ------------------ | ---------------- |
| 12                  | Maria Mutola       | 800 m            |
| 8                   | Hicham El Guerrouj | 1 500 m          |
| 7                   | Lars Riedel        | Lancer du disque |
| 6                   | Moses Kiptanui     | 3 000 m steeple  |
| 5                   | Mike Conley        | Triple saut      |

### Nombre de victoires
| Nombre de victoires | Vainqueur(s)                |
| ------------------- | --------------------------- |
| 12                  | Maria Mutola Mozambique     |
| 9                   | Irena Szewińska Pologne     |
| 8                   | Carl Lewis États-Unis       |
| 8                   | Merlene Ottey Jamaïque      |
| 8                   | Sergueï Bubka Ukraine       |
| 8                   | Marion Jones États-Unis     |
| 8                   | Hicham El Guerrouj Maroc    |
| 7                   | Michael Johnson États-Unis  |
| 7                   | Lars Riedel Allemagne       |
| 6                   | Evelyn Ashford États-Unis   |
| 6                   | Calvin Smith États-Unis     |
| 6                   | Werner Günthör Suisse       |
| 6                   | Noureddine Morceli Algérie  |
| 6                   | Moses Kiptanui Kenya        |
| 6                   | Gail Devers États-Unis      |
| 5                   | Dwight Stones États-Unis    |
| 5                   | Steve Williams États-Unis   |
| 5                   | Edwin Moses États-Unis      |
| 5                   | Sebastian Coe Royaume-Uni   |
| 5                   | Greg Foster États-Unis      |
| 5                   | Said Aouita Maroc           |
| 5                   | Mike Conley États-Unis      |
| 5                   | Haile Gebrselassie Éthiopie |

### Records du monde
25 records du monde ont eu lieu lors de ce meeting
| Date           | Vainqueur(s)                 | Épreuve(s)       | Performance    |
| -------------- | ---------------------------- | ---------------- | -------------- |
| 7 juillet 1959 | Martin Lauer                 | 110 m haies      | 13 s 2         |
| 7 juillet 1959 | Martin Lauer                 | 200 m haies      | 22 s 5         |
| 21 juin 1960   | Armin Hary                   | 100 m            | 10 s 0         |
| 4 juillet 1969 | Willie Davenport             | 110 m haies      | 13 s 2         |
| 6 juillet 1973 | Rod Milburn                  | 110 m haies      | 13 s 1         |
| 20 août 1975   | Faina Melnyk                 | Lancer du disque | 70,20 m        |
| 15 août 1979   | Sebastian Coe                | 1 500 m          | 3 min 32 s 03  |
| 13 août 1980   | Tatjana Kasankina            | 1 500 m          | 3 min 52 s 47  |
| 19 août 1981   | Sebastian Coe                | Mile             | 3 min 48 s 53  |
| 19 août 1981   | Renaldo Nehemiah             | 110 m haies      | 12 s 93        |
| 22 août 1984   | Evelyn Ashford               | 100 m            | 10 s 76        |
| 21 août 1985   | Mary Slaney-Decker           | Mile             | 4 min 16 s 71  |
| 17 août 1988   | Harry Butch Reynolds         | 400 m            | 43 s 29        |
| 17 août 1988   | Carl Lewis                   | 100 m            | 9 s 93         |
| 16 août 1989   | Roger Kingdom                | 110 m haies      | 12 s 92        |
| 7 août 1991    | Marsh/Burrell/Mitchell/Lewis | 4 × 100 m        | 37 s 67        |
| 19 août 1992   | Moses Kiptanui               | 3 000 m steeple  | 8 min 2 s 08   |
| 16 août 1995   | Moses Kiptanui               | 3 000 m steeple  | 7 min 59 s 18  |
| 16 août 1995   | Haile Gebrselassie           | 5 000 m          | 12 min 44 s 39 |
| 14 août 1996   | Svetlana Masterkova          | Mile             | 4 min 12 s 56  |
| 13 août 1997   | Wilson Boit Kipketer         | 3 000 m steeple  | 7 min 59 s 08  |
| 13 août 1997   | Wilson Kipketer              | 800 m            | 1 min 41 s 24  |
| 13 août 1997   | Haile Gebrselassie           | 5 000 m          | 12 min 41 s 86 |
| 18 août 2006   | Asafa Powell                 | 100 m            | 9 s 77         |
| 28 août 2009   | Yelena Isinbayeva            | Saut à la perche | 5,06 m         |

## Records du meeting

### Hommes
| Épreuve           | Record                                          | Athlète                                                  | Nationalité                  | Date                      | Réf.   |
| ----------------- | ----------------------------------------------- | -------------------------------------------------------- | ---------------------------- | ------------------------- | ------ |
| 100 m             | 9 s 76 (+1,4 m/s)                               | Yohan Blake                                              | Jamaïque                     | 30 août 2012              | [ 5 ]  |
| 200 m             | 19 s 52 (-0,6 m/s)                              | Noah Lyles                                               | États-Unis                   | 8 septembre 2022          | [ 6 ]  |
| 400 m             | 43 s 29                                         | Butch Reynolds                                           | États-Unis                   | 17 août 1988              | [ 7 ]  |
| 800 m             | 1 min 41 s 24                                   | Wilson Kipketer                                          | Danemark                     | 13 août 1997              | [ 8 ]  |
| 1 500 m           | 3 min 26 s 45                                   | Hicham El Guerrouj                                       | Maroc                        | 12 août 1998              | [ 9 ]  |
| Mile              | 3 min 45 s 19                                   | Noureddine Morceli                                       | Algérie                      | 16 août 1995              | [ 10 ] |
| 3 000 m           | 7 min 32 s 54                                   | Said Aouita                                              | Maroc                        | 13 août 1986              |        |
| 5 000 m           | 12 min 41 s 86                                  | Haile Gebreselassie                                      | Éthiopie                     | 13 août 1997              | [ 8 ]  |
| 110 m haies       | 12 s 92 (−0,1 m/s)                              | Roger Kingdom                                            | États-Unis                   | 16 août 1989              | [ 11 ] |
| 400 m haies       | 46 s 92                                         | Karsten Warholm                                          | Norvège                      | 29 août 2019              |        |
| 3 000 m steeple   | 7 min 56 s 54                                   | Saif Saeed Shaheen                                       | Qatar                        | 18 août 2006              | [ 12 ] |
| Saut en hauteur   | 2,40 m                                          | Charles Austin                                           | États-Unis                   | 7 août 1991               | [ 13 ] |
| Saut à la perche  | 6,07 m                                          | Armand Duplantis                                         | Suède                        | 8 septembre 2022          | [ 6 ]  |
| Saut en longueur  | 8,65 m (-0,5 m/s)                               | Juan Miguel Echevarria                                   | Cuba                         | 29 août 2019              |        |
| Triple saut       | 17,80 m (+0,1 m/s)                              | Christian Taylor                                         | États-Unis                   | 1er septembre 2016        |        |
| Lancer du poids   | 23,23 m                                         | Joe Kovacs                                               | États-Unis                   | 7 septembre 2022          | [ 6 ]  |
| Lancer du disque  | 71,12 m                                         | Virgilijus Alekna                                        | Lituanie                     | 11 août 2000              |        |
| Lancer du marteau | 83,24 m                                         | Andrey Abduvaliyev                                       | Ouzbékistan                  | 17 août 1994              |        |
| Lancer du javelot | 92,28 m (modèle actuel) 94,42 m (ancien modèle) | Raymond Hecht Uwe Hohn                                   | Allemagne Allemagne de l'Est | 14 août 1996 21 août 1985 |        |
| Relais 4 × 100 m  | 37 s 45                                         | Trell Kimmons Wallace Spearmon Tyson Gay Michael Rodgers | États-Unis                   | 19 août 2010              | [ 14 ] |

### Femmes
| Épreuve           | Record                                          | Athlète                                                                        | Nationalité                  | Date                              | Réf.   |
| ----------------- | ----------------------------------------------- | ------------------------------------------------------------------------------ | ---------------------------- | --------------------------------- | ------ |
| 100 m             | 10 s 65 (+0,6 m/s) 10 s 65 (-0,8 m/s)           | Elaine Thompson-Herah Shelly-Ann Fraser-Pryce                                  | Jamaïque                     | 9 septembre 2021 8 septembre 2022 | [ 6 ]  |
| 200 m             | 21 s 66 (−1,0 m/s)                              | Merlene Ottey                                                                  | Jamaïque                     | 15 août 1990                      | [ 15 ] |
| 400 m             | 48 s 86                                         | Jarmila Kratochvílová                                                          | Tchécoslovaquie              | 18 août 1982                      |        |
| 800 m             | 1 min 54 s 01                                   | Pamela Jelimo                                                                  | Kenya                        | 29 août 2008                      | [ 16 ] |
| 1 000 m           | 2 min 32 s 70                                   | Jolanta Januchta                                                               | Pologne                      | 19 août 1981                      |        |
| 1 500 m           | 3 min 52 s 47                                   | Tatyana Kazankina                                                              | Union soviétique             | 13 août 1980                      |        |
| Mile              | 4 min 12 s 56                                   | Svetlana Masterkova                                                            | Russie                       | 14 août 1996                      | [ 17 ] |
| 3 000 m           | 8 min 22 s 34                                   | Almaz Ayana                                                                    | Éthiopie                     | 3 septembre 2015                  |        |
| 5 000 m           | 14 min 9 s 52                                   | Beatrice Chebet                                                                | Kenya                        | 5 septembre 2024                  | [ 18 ] |
| 100 m haies       | 12 s 29 (−0,3 m/s)                              | Tobi Amusan                                                                    | Nigeria                      | 8 septembre 2022                  | [ 6 ]  |
| 400 m haies       | 52 s 80                                         | Femke Bol                                                                      | Pays-Bas                     | 9 septembre 2021                  | [ 19 ] |
| 3 000 m steeple   | 8 min 55 s 29                                   | Ruth Jebet                                                                     | Bahreïn                      | 24 août 2017                      |        |
| Saut en hauteur   | 2,05 m                                          | Mariya Lasitskene                                                              | Russie                       | 8 septembre 2021                  |        |
| Saut à la perche  | 5,06 m                                          | Yelena Isinbayeva                                                              | Russie                       | 28 août 2009                      | [ 20 ] |
| Saut en longueur  | 7,39 m (+0,3 m/s)                               | Heike Drechsler                                                                | Allemagne de l'Est           | 21 août 1985                      |        |
| Triple saut       | 15,48 m (+0,3 m/s)                              | Yulimar Rojas                                                                  | Venezuela                    | 9 septembre 2021                  | [ 21 ] |
| lancer du poids   | 20,98 m                                         | Valerie Adams                                                                  | Nouvelle-Zélande             | 28 août 2013                      | [ 22 ] |
| Lancer du disque  | 70,20 m                                         | Faina Melnik                                                                   | Union soviétique             | 20 août 1975                      |        |
| Lancer du javelot | 69,57 m (modèle actuel) 71,40 m (ancien modèle) | Christina Obergföll Petra Felke                                                | Allemagne Allemagne de l'Est | 8 septembre 2011 13 août 1986     | [ 23 ] |
| Relais 4 × 100 m  | 41 s 60                                         | Sherone Simpson Natasha Morrison Elaine Thompson-Herah Shelly-Ann Fraser-Pryce | Jamaïque                     | 3 septembre 2015                  |        |

## Sponsors
Son sponsor principal est la banque UBS, mais cet événement a aussi pour partenaires vaudois, Puma, Omega, Migros, Lexus, Le Gruyère, Swiss, Erdgas et Medica.